# Харбинский большой театр
Харбинский большой театр (кит. упр. 哈尔滨大剧院, пиньинь Hā'ěrbīn Dàjùyuàn, палл. Хаэрбинь Дацзюйюань) — это центр исполнительных искусств с несколькими площадками в Харбине, провинция Хэйлунцзян, Китай. Это знаковое здание в Харбине, спроектированное в соответствии с пейзажами северной провинции Китая. Театр площадью 72 000 м² был спроектирован известным китайским архитектором Ма Янсуном. Общий объем привлечённых инвестиций в проект составил 1,279 миллиарда юаней. Оперный театр находится в ведении компании Chuanmei Yunying, которая также управляет Тяньцзиньским большим театром.

## Описание
Театр расположен в Харбине, «Городе музыки», внесенном в список ЮНЕСКО, где проводится знаменитый ежегодный Харбинский летний музыкальный фестиваль, в мегаполисе, где был основан первый в истории Китая оркестр. Здание служит центральным элементом культурного острова Харбина — центра искусств у реки Сунгари и окружающих водно-болотных угодий в пригороде Харбина. Полностью облицованный белыми алюминиевыми панелями оперный театр изгибается и изгибается на фоне сурового пейзажа, внешне напоминая снежную лавину или гиперстилизованную юрту.

### Площадки и помещения для выступлений
Большой театр Харбина включает в себя ряд площадок для выступлений:
- Большой театр: 1538 мест, Большой театр является главной и крупнейшей площадкой для выступлений
- Малый театр: Второе крыло театра состоит из 414 мест. Задняя стена малого театра сделана из звуконепроницаемого стекла, что позволяет вписать естественный пейзаж в роль фона для выступления.
- Гримерные и репетиционные залы
- Общественное пространство: Владельцы билетов и все желающие могут осмотреть здание. На фасаде здания есть резные дорожки. Посетители могут подняться на вершину здания для осмотра достопримечательностей. Большой вестибюль является местом отдыха посетителей и экскурсантов.
- Парковка: На подземном уровне перед зданием находится 470 парковочных мест.

## Вдохновение
Ма хотел, чтобы его белоснежная структура имела успокаивающую эстетику, в отличие от современных знаковых зданий в китайских городах, которые часто являются высокими и внушительными. Архитектор подчеркнул важность интеграции здания с природой окружающих водно-болотных угодий, водных путей и заснеженной местности.
По словам архитектора, он «видит Харбинский оперный театр как культурный центр будущего — грандиозную площадку для выступлений, а также драматическое общественное пространство, олицетворяющее интеграцию человека, искусства и городской идентичности».

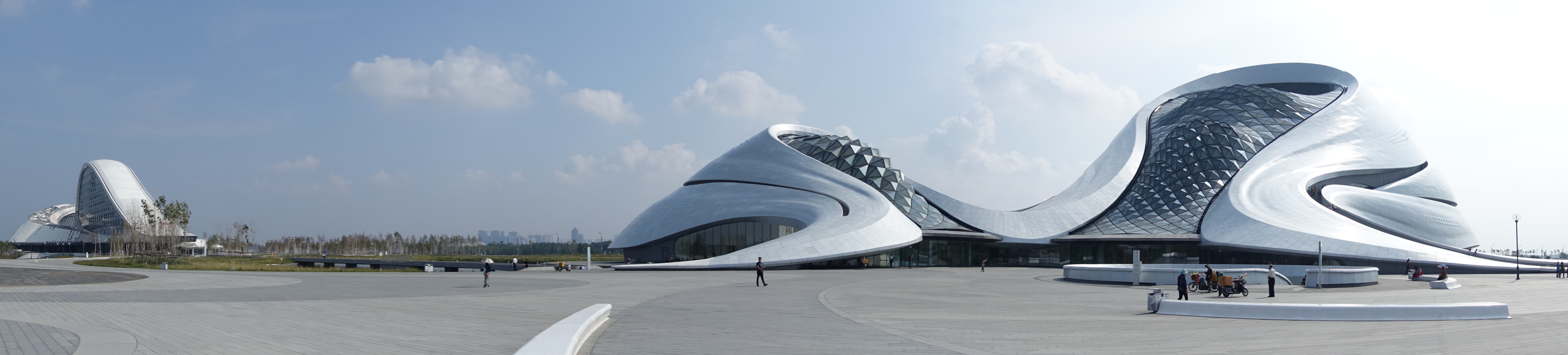
Панорамный вид на Большой театр Харбина.

## Приём
В 2015 году здание театра получило награду как «Лучшее культурное здание» в номинации «Мировой проект года», проводимой известным архитектурным новостным сайтом ArchDaily. Это был единственный китайский проект, получивший эту награду.